# Mannstuhl
Ein Mannstuhl, Manstuedl, Manstüdl und Manstiedl, war eine Bezeichnung für ein Holzmaß in der Steiermark und kann zu den stark gefärbten Dialektbezeichnungen gerechnet werden und war nur regional im Gebrauch. Grundlage war die Reichenhaller oder die Traunsteiner Klafter. Die Klafter ist hier ein Volumenmaß. Das Maß unter der Bezeichnung Manstuedl ist bereits am 29. August 1591 in einem Vertrag zwischen dem Herzog Wilhelm von Bayern und dem Erzbischof Wolf Dietrich von Salzburg „über die Verhackung von 200 Pfund Manstuedl Holz betreffend“ erwähnt worden.
- 1 Mannstuhl = 2 Klafter (wiener)
- 1 „Schilling Holz“ = 30 Mannstuhl (Manstüdl)
- 1 „Pfund Holz“ = 240 Mannstuhl = 120 Reichenhaller oder Traunsteiner Klafter
- 2 Pfund Holz = 480 Mannstuhl = 960–1000 Klafter  (mit „Tausendholz“ bezeichnet)

Ein weiteres Maß für Klafterholz waren „die Rahen/Rachen“ oder das „Griesbeil“.
- 1 Rahen = 4 Rachel = 6 „Warben“(Warb/Parb/Barb[3])
- 1 „Warbe“ = ⅔ Klafter Holz
- 15 Rahen/Rachen = 60 Rachel
- 1 „Pfanne Holz“ zum Salzsieden = 90 Warben

Man unterschied 
- 1 „große Pfanne“, das aufgeklafterte Holz, die Drählinge(Dreilinge/Drehlinge)  mit 6 ½ Fuß Länge

und 
- 1 „kleine Pfanne“ mit 3 ½ Fuß Länge